# Ітта-Бена (Міссісіпі)
Ітта-Бена (англ. Itta Bena) — місто (англ. city) в США, в окрузі Лефлор штату Міссісіпі. Населення — 1679 осіб (2020).

## Географія
Ітта-Бена розташована за координатами 33°30′4″ пн. ш. 90°19′28″ зх. д. / 33.50111° пн. ш. 90.32444° зх. д. (33.501049, -90.324472).  За даними Бюро перепису населення США в 2010 році місто мало площу 3,77 км², з яких 3,67 км² — суходіл та 0,10 км² — водойми.

## Демографія
Згідно з переписом 2010 року, у місті мешкало 2049 осіб у 721 домогосподарстві у складі 503 родин. Густота населення становила 544 особи/км².  Було 820 помешкань (218/км²).
Расовий склад населення:
| - 89,5 % — чорних або афроамериканців - 10,1 % — білих |

До двох чи більше рас належало 0,1 %. Частка іспаномовних становила 0,5 % від усіх жителів.
За віковим діапазоном населення розподілялося таким чином: 29,7 % — особи молодші 18 років, 59,2 % — особи у віці 18—64 років, 11,1 % — особи у віці 65 років та старші. Медіана віку мешканця становила 31,8 року. На 100 осіб жіночої статі у місті припадало 88,5 чоловіків;  на 100 жінок у віці від 18 років та старших — 84,1 чоловіків також старших 18 років.
Середній дохід на одне домашнє господарство  становив 29 043 долари США (медіана — 21 792), а середній дохід на одну сім'ю — 32 483 долари (медіана — 24 225). Медіана доходів становила 29 750 доларів для чоловіків та 19 458 доларів для жінок. За межею бідності перебувало 43,6 % осіб, у тому числі 68,2 % дітей у віці до 18 років та 14,5 % осіб у віці 65 років та старших.
Цивільне працевлаштоване населення становило 568 осіб. Основні галузі зайнятості: освіта, охорона здоров'я та соціальна допомога — 31,5 %, виробництво — 20,4 %, публічна адміністрація — 13,0 %, роздрібна торгівля — 9,9 %.